# 3376 Armandhammer
A 3376 Armandhammer (ideiglenes jelöléssel 1982 UJ8) a Naprendszer kisbolygóövében található aszteroida. Ljudmila Vasziljevna Zsuravljova fedezte fel 1982. október 21-én.